# Ирзек
Ирзек — река в России, протекает в Унинском районе Кировской области. Устье реки находится в 85 км по правому берегу реки Лумпун. Длина реки составляет 27 км, площадь водосборного бассейна 138 км².
Исток реки у деревни Ермаки в 16 км к юго-востоку от посёлка Уни. Река течёт на юг, затем поворачивает на юго-запад. В верхнем течении протекает рядом с деревнями Булатовцы и Злобинцы, в нижнем течении входит в ненаселённый, частично заболоченный лесной массив, где и впадает в Лумпун неподалёку от границы с Удмуртией.

## Данные водного реестра
По данным государственного водного реестра России относится к Камскому бассейновому округу, водохозяйственный участок реки — Вятка от водомерного поста посёлка городского типа Аркуль до города Вятские Поляны, речной подбассейн реки — Вятка. Речной бассейн реки — Кама.
Код объекта в государственном водном реестре — 10010300512111100039023.